# Farīdūn

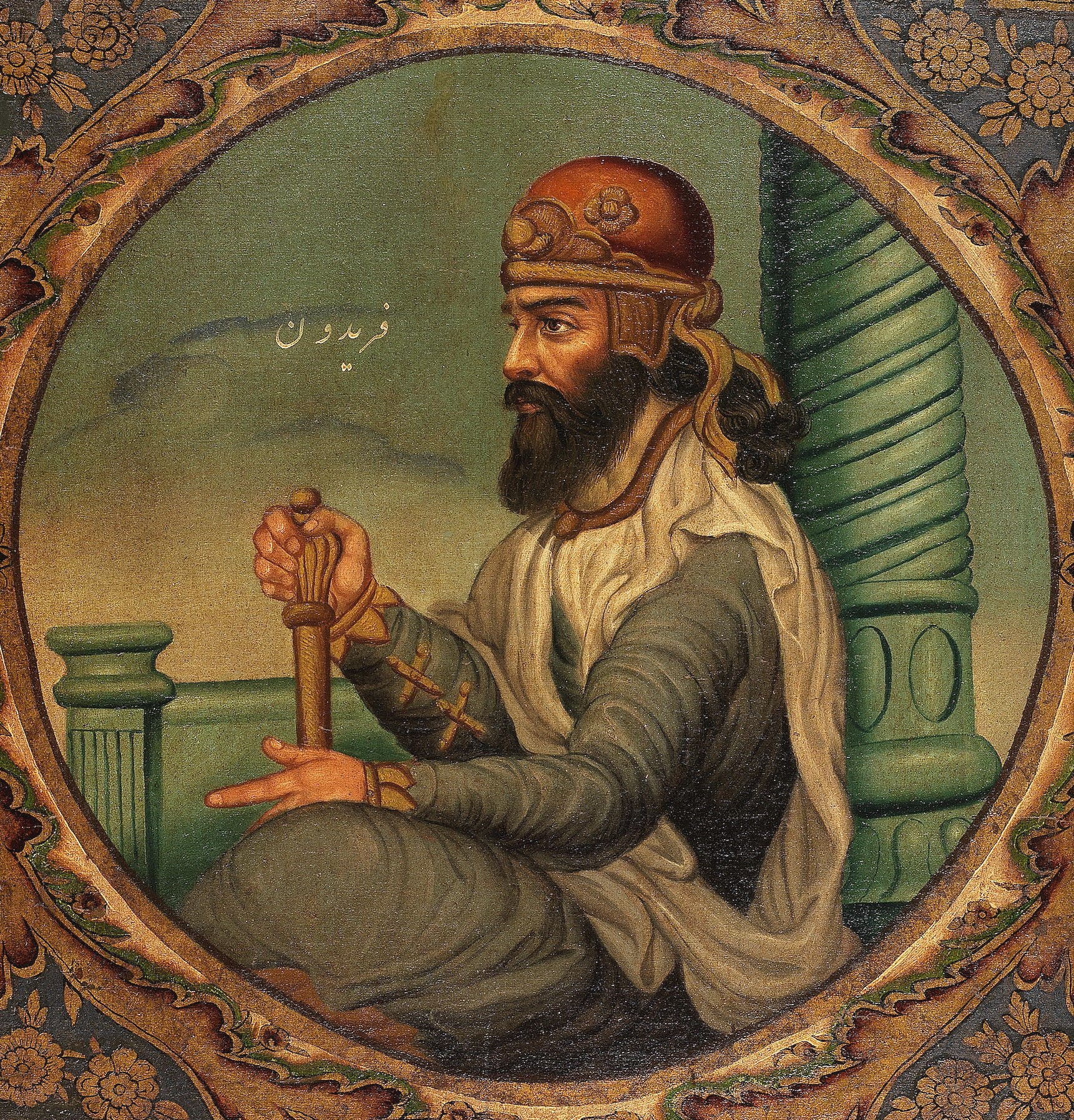
Farīdūn. Dipinto di Haji Aqa Jan – primi del XIX secolo.

Farīdūn (in persiano فریدون‎ o Fereydūn; in medio-persiano: Frēdōn; nell'avestico: Θraētaona), pronunciato altresì Freydun, Faridon e Afridun, è il nome di un re mitologico e di un eroe. È ricordato come simbolo di vittoria, giustizia e generosità nella letteratura persiana.

## Etimologia
Tutte le forme del nome mostrano la sua derivazione dal proto-iranico Θraitauna- (Avestico Θraētaona-) e dal proto-indoiranico Traitaunas.
Traitaunas deriva (con suffisso intensivo -una/-auna) da Tritas, il nome di una divinità o eroe riflesso nel vedico Trita e dall'avestico Θrita. Entrambi i nomi e l'aggettivo significano "il terzo", un termine usato per una divinità minore associata a due altre divinità per formare una triade. Nei Veda indiani, Trita è associato al dio del tuono e del vento. Trita è chiamato anche Āptya, un nome probabilmente collegato aĀθβiya, che indicava il padre di Thraetaona nell'Avestā, noti testi zoroastriani collazionati nel III secolo. Traitaunas può inoltre essere interpretato come "il grande figlio di Tritas". Il nome fu preso a prestito dal partico e trasmesso alla lingua armena classica come Hrudēn.

## Nella letteratura zoroastiana
Nell'Avestā, Thraetaona è il figlio di Aθβiya, e per questo chiamato Āθβiyāni, che significa "della famiglia di Aθβiya". Originariamente egli può essere stato associato all'uccisore del dragone Zahhak (Aži Dahāk), ma nei testi medio-persiani, Dahāka/Dahāg è tuttavia imprigionato nel monte Damavand Amol.

## NelloShahnāmeh
Secondo lo Shahnameh di Ferdowsi, Farīdūn era figlio di Ābtin, uno dei discendenti di Jamšid. Farīdūn, assieme a Kāve, si rivoltò contro il tirannico sovrano Zahāk, sconfiggendolo e imprigionandolo nelle montagne dell'Alborz. Dopodiché Farīdūn divenne re, sposò Arnavāz e, secondo il racconto mitologico, governò il Paese per circa 500 anni. Alla fine della sua vita affidò il suo regno ai suoi tre figli: Salm, Tur e Īrāj.
Īrāj era il minore e maggiormente amato figlio di Farīdūn, ed ereditò la parte migliore del reame, ossia l'Iran. Salm ereditò l'Anatolia e Tur l'Asia Centrale ("Tūrān", ossia tutte le terre rispettivamente a nord e a est dell'Amu Darya e la Cina). Ciò scatenò l'invidia dei fratelli di Iraj e li indusse a ucciderlo. Dopo il fratricidio, Farīdūn mise sul trono il nipote di Īrāj, Manučehr. Il tentativo di Manučehr di vendicare l'uccisione del nonno provocò l'avvio della guerra tra Iran e Turan.